# HMS Staunch 1910
HMS Staunch هي سفينة حربية تابعة للبحرية الملكية البريطانية. شاركت في الحرب العالمية الأولى، وتم إغراقها قبالة دير البلح خلال معركة غزة الثالثة بواسطة غواصة يو سي-38 ألمانية الصُنع في 11 نوفمبر 1917. كانت واحدة من ضمن 20 مدمرة من مدمرات فئة Acorn التي صُنعت بين أعوام 1909 و1912.

## التاريخ
تم الانتهاء من صناعة HMS Staunch في مارس 1911 وأرسلت للانضمام إلى أسطول المدمرات الرابع ومقره في جزيرة بورتلاند. في منتصف عام 1913، كانت تعمل المُدمرة مع أسطول المدمرات الثاني. وفي نوفمبر 1915، نقلت إلى أسطول المدمرات الخامس في البحر الأبيض المتوسط.
بعد قصف غزة ضمن معركة غزة الثالثة. دمرت غواصة يو سي-38 في 11 نوفمبر 1917 السفينة HMS Staunch وHMS M15. نتج عن تدمير HMS Staunch مقتل 8 جنود من طاقمها.
في 13 سبتمبر 2020، ورد في حلقة برنامج ما خفي أعظم «الصفقة والسلاح» الذي تبثه قناة الجزيرة، مشاهد لاستخراج كتائب الشهيد عز الدين القسام قذائف من السفينة وإعادة استخدامها في التصنيع العسكري في غزة.